# Silvester Zwaneveld
Silvester Zwaneveld (Beilen, 3 november 1969) is een Nederlands cabaretier en kunstenaar.

## Levensloop
Zwaneveld begon zijn carrière als stand-upcomedian bij de Comedy Explosion. Hij verwierf bekendheid als lid van het cabaretduo Arie & Silvester. Sinds 2008 treedt hij op met soloshows en heeft hij ook visuele en tekstloze voorstellingen gecreëerd. Als regisseur produceert hij grote theatershows en begeleidt hij diverse cabaretiers en theatermakers. Ook geeft hij verschillende lezingen over nieuwe media, natuurwetenschappen en AI.